# Hannah Weinstein
Hannah Dorner (Nueva York, 23 de junio de 1911 – ibíd., 9 de marzo de 1984), más conocida como Hannah Weinstein, fue una periodista, publicista, productora de televisión y activista política estadounidense. Durante su exilio en Reino Unido, debido a las indagatorias del Comité de Actividades Antiestadounidenses, produjo la serie de televisión The Adventures of Robin Hood a mediados y finales de la década de 1950.

## Biografía

### Primeros años

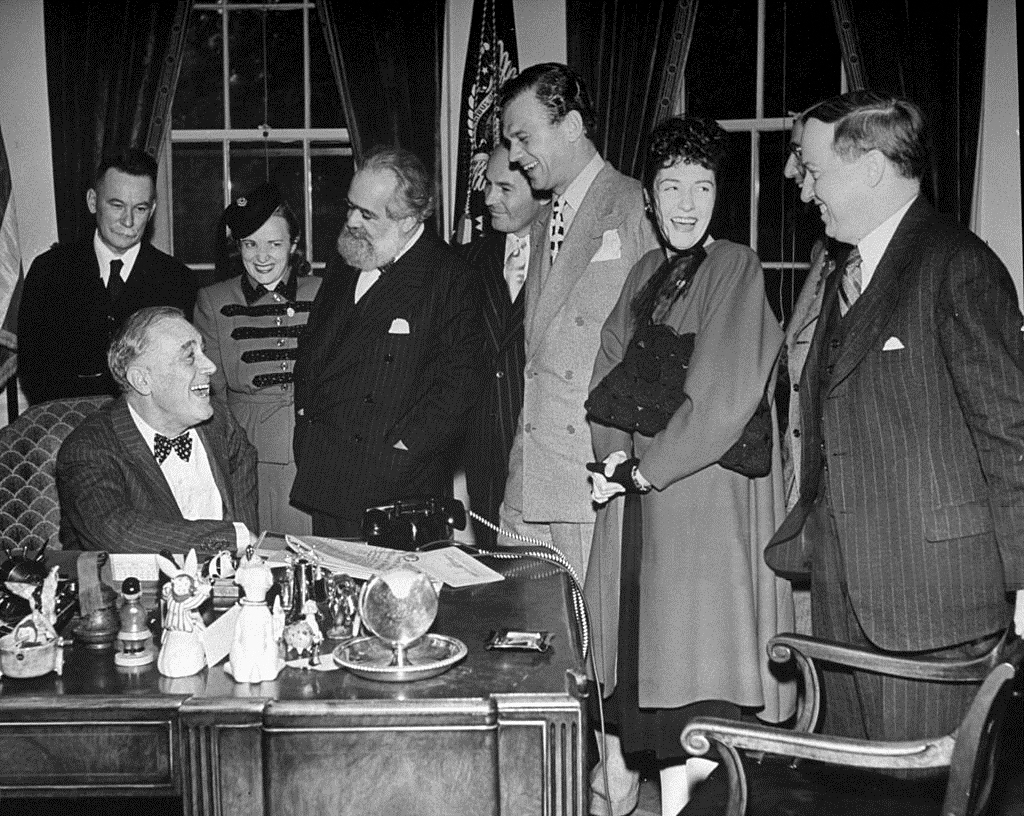
Miembros del Comité de Votantes Independientes de las Artes y las Ciencias para Roosevelt visitan al presidente en la Casa Blanca (octubre de 1944). De izquierda a derecha: Van Wyck Brooks, Hannah Weinstein, Jo Davidson, Jan Kiepura, Joseph Cotten, Dorothy Gish y Harlow Shapley

Nació dentro de una familia judía de Nueva York. Tras licenciarse de periodismo en la Universidad de Nueva York, trabajó en el New York Herald Tribune desde 1927. En 1937, dejó el periódico para unirse a la campaña de Fiorello H. La Guardia para la alcaldía de Nueva York. También participó en las campañas presidenciales de Franklin D. Roosevelt y Henry A. Wallace. Durante ese periodo, y en colaboración con Ring Lardner Jr., escribió discursos para Charlie Chaplin y Orson Welles.

### Exilio
En 1950, Weinstein comenzó su carrera cinematográfica en París, tras abandonar Estados Unidos para evitar el auge del anticomunismo, tipificado por el Comité de Actividades Antiestadounidenses de la Cámara de Representantes (HUAC). En 1952, tras establecerse en Londres, creó su propia productora, Sapphire Films, con la ayuda financiera del Partido Comunista de los Estados Unidos. La empresa llegó a realizar series para la cadena comercial británica ITV a través de un acuerdo con Lew Grade de ITC. Weinstein fue la creadora y productora ejecutiva de la serie The Adventures of Robin Hood (1955–59), protagonizada por Richard Greene. Las dos primeras series fueron distribuidas por Official Films a cadenas de televisión estadounidenses.
Weinstein creó la serie con la intención de ayudar a guionistas estadounidenses que estaban en la lista negra. Encargó guiones a 22 escritores estadounidenses que habían sido identificados como comunistas por el HUAC, como Waldo Salt, Ring Lardner Jr. o Ian McLellan Hunter, todos los cuales adoptaron seudónimos para trabajar (por lo general seguían viviendo en Los Ángeles y Nueva York, normalmente con sus pasaportes confiscados), pero se les pagó menos que sus honorarios habituales. Weinstein instituyó medidas de seguridad para garantizar que las verdaderas identidades de los escritores permanecieran en secreto. Louis Marks, uno de los editores de guiones de la serie, comentó más tarde: "Si se hubiera filtrado siquiera un indicio de esto, toda la empresa se habría ido a pique". A Sonia, la esposa de Marks, que trabajaba como asistente de Weinstein, se le dijo que nunca aceptara un correo certificado por si se trataba de una citación para comparecer en una audiencia del HUAC. El FBI consideraba a Weinstein una "comunista encubierta". En 1955, el organismo descubrió, a través de un agente de la embajada estadounidense, que Sapphire Films estaba "influenciada por los comunistas", pero no consta ninguna acción contra la empresa. El director del FBI, J. Edgar Hoover, era consciente de que la prensa británica solía estar en contra del macartismo.
El éxito de Robin Hood llevó a Weinstein a crear otras cuatro series de televisión, The Buccaneers (1956–57), The Adventures of Sir Lancelot (1956–57), Sword of Freedom (1958–60) and The Four Just Men (1959, como Hannah Fisher).
Sapphire Films dejó de funcionar a finales de 1961 por problemas financieros causados por el entonces marido de Weinstein, John Fisher. En 1962 regresó a Estados Unidos y organizó un mitin en el Madison Square Garden para recaudar fondos para la elección de senadores estadounidenses opuestos a la guerra de Vietnam.

### Carrera posterior
En 1971 fundó la Third World Cinema Corporation con Ossie Davis, James Earl Jones y Rita Moreno para producir películas con miembros de comunidades minoritarias. Weinstein produjo la película Claudine (1974), con un reparto que incluía a Diahann Carroll y James Earl Jones, en una historia sobre una familia afroamericana que lucha contra los tiempos difíciles y el racismo. Posteriormente produjo Greased Lightning (1977) y Stir Crazy (1980), ambas protagonizadas por el comediante Richard Pryor.
En 1982, la organización Women in Film le otorgó el premio Crystal, destinado a mujeres destacadas que, "por su resistencia y la excelencia de su trabajo a lo largo de su vida, han contribuido a ampliar el papel de la mujer en la industria del entretenimiento". En 1984 recibió de manera póstuma el Premio Upton Sinclair de la Fundación Liberty Hill en honor a sus logros artísticos y políticos.

## Vida personal
En 1938 se casó con Pete Weinstein, un reportero del periódico The Brooklyn Eagle; se divorciaron en 1955. Tuvieron tres fijas, las productoras de cine Paula Weinstein, Lisa Weinstein y la mayor, Dina Weinstein.
Falleció tras un ataque al corazón en su casa de Park Avenue, Nueva York, el 9 de marzo de 1984; el funeral se realizó en la capilla Riverside Memorial.